# هوارد غودارد
هوارد غودارد (بالإنجليزية: Howard Goddard)‏ هو لاعب كرة قدم بريطاني، ولد في 10 مايو 1957 في Over Wallop ‏ في المملكة المتحدة. لعب مع سويندون تاون ونادي ألدرشوت ونادي بلاكبول ونادي بورنموث ونيوبورت كونتي.